# Rui Barros
Rui Gil Soares de Barros (Paredes, São Salvador de Lordelo, 24 de novembro de 1965) é um ex-futebolista português. É considerado um dos melhores futebolistas portugueses da sua geração.

## Biografia
Barros foi campeão nacional de juniores pelo FC Porto em meados da década de 1980. No seu percurso juvenil, vestira as camisolas do Rebordosa , o clube da sua terra, o Aliados de Lordelo e do Paços de Ferreira. A exemplo de outros, não teve a sorte de subir imediatamente à equipa principal, tendo sido emprestado, para rodar, ao Covilhã (2.ª Divisão) e ao Varzim. Ao serviço deste último, sagrou-se campeão da Zona Norte da 2.ª Divisão. Regressou ao seu clube de coração na ressaca da conquista da Taça dos Campeões Europeus. Lançado por Tomislav Ivic, contribuiu para as vitórias na Taça Intercontinental e na Supertaça Europeia. Neste último jogo, marcou mesmo o único golo com que o FC Porto derrotou o Ajax, na primeira-mão, na Holanda. Este golo, obtido após uma abertura de Gomes, isolando-o na cara do guarda-redes, resumiu as qualidades que fizeram dele um jogador de eleição na Europa: a rapidez e a técnica. Foi com naturalidade que assinou pela Juventus. Jogou lá dois anos e ficou conhecido como "formiga atómica", num jogo em Turim pela liga da Juve. Na época, Avocatto Gianni Agnelli, proprietário do clube, ao ver Rui Barros em campo questionou o seu tamanho e disse: "Mal consigo vê-lo, por causa do tamanho dele." Contudo, o talento de Rui Barros superou qualquer dúvida; tanto que ele ainda hoje é considerado uma das velhas glórias da vecchia signora. Em 89 jogos (incluindo campeonato, taça e provas europeias), fez 19 golos, tendo ganhado uma Taça de Itália e uma Taça UEFA. Entre 1990 e 1993, jogou no Mónaco (ao lado de George Weah) de Arsène Wenger, ao serviço do qual marcou 4 golos na Taça das Taças, contribuindo para a ida à final, que acabaria por perder para o Werder Bremen, em 1992. Na época de 93/94, jogou no Marselha (com Paulo Futre), antes de regressar ao FC Porto, para ser um dos obreiros do futuro pentacampeonato. Foi internacional por 36 vezes (desde 1987 a 1996) e marcou 4 golos ao serviço da selecção. Abaixo segue o link de uma entrevista completa da Tribuna Expresso de Portugal a onde Gil Rui Barros conta toda sua trajetória futebolista. 
https://tribunaexpresso.pt/a-casa-as-costas/2019-02-16-Equipava-me-ia-pelo-corredor-e-se-visse-o-Artur-Jorge-a-vir-de-frente-para-mim-entrava-em-qualquer-porta-escondia-me-tinha-vergonha